# 10606 Crocco
10606 Crocco este un asteroid din centura principală de asteroizi.

## Descriere
10606 Crocco este un asteroid din centura principală de asteroizi. A fost descoperit pe 3 noiembrie 1996 la Sormano de Valter Giuliani și Francesco Manca. Asteroidul prezintă o orbită caracterizată de o semiaxă mare de 3,15 ua, o excentricitate de 0,10 și o înclinație de 17,6° în raport cu ecliptica.